# Abumikuchi

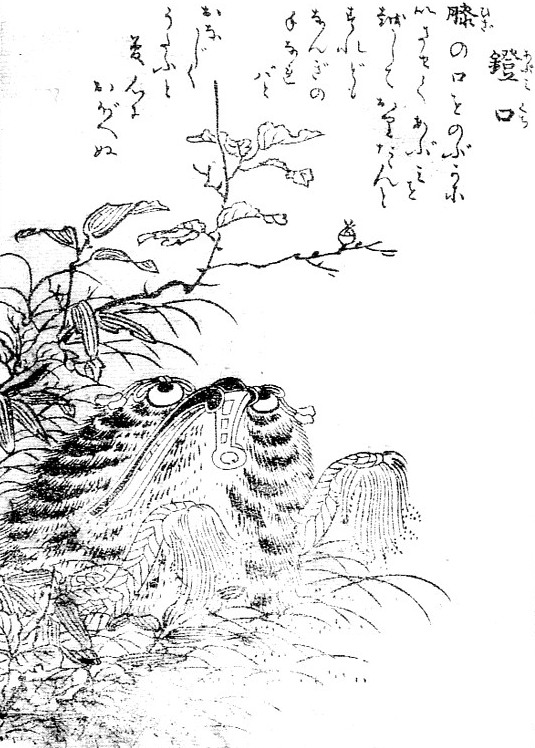
Ein Abumikushi, wie er in Sekiens Gazu Hyakki Tsurezure Bukuro erscheint

Abumikuchi (鐙口; „Steigbügel-Fratze“) ist der Name eines fiktiven Wesens der japanischen Folklore. Er gehört zur Klasse der Tsukumogami (付喪神; „Artefakt-Geister“) aus der Gruppe der Yōkai (妖怪; „Dämonen“) und gilt als „merkwürdig“.

## Beschreibung
Der Abumekuchi wird als silberner Steigbügel beschrieben, der während einer Schlacht vom Geschirr oder Sattel eines Pferdes gerissen oder geschnitten wurde und nun lose im Gras liegt. Nach 100 Jahren, so die Legende, erwacht eine Seele in dem Steigbügel und ihm wächst eine Fratze. Außerdem ist er bald von kurzem, struppigem Fell bedeckt. Nun kauert der arme Abumekuchi auf dem Boden und wartet sehnsüchtig auf seinen einstigen Besitzer, der wohl nie zurückkehren wird.

## Hintergrund
Der Abumekuchi reiht sich in eine Klasse von Yōkai ein, die als Tsukumogami (付喪神) bezeichnet werden. Diese Wesen entstehen, wenn Alltagsgegenstände von einem Yōkai, einem Kami oder von der unglücklichen Seele (Hitodama) ihres ehemaligen Besitzers belebt werden. Der Abumekuchi gehört zu den Kriegsgeräten, die während einer Schlacht verloren gingen und nun wie treue Hündchen auf ihr „Herrchen“ warten. Der Kyōka-Poet und Ukiyo-e-Künstler Toriyama Sekien hat den Abumekuchi um 1784 in seinem Werk Gazu Hyakki Tsurezure Bukuro (画図百鬼徒然袋; „100 Geister im Handgepäck“) festgehalten. Der Begleittext ist ein Zitat aus dem Nō-Theaterstück Asaosa (朝長), das zu Sekiens Zeiten sehr beliebt war und echte berittene Pferde einschloss. Sekien verortet den Abumekuchi bereits selbst in derselben Kategorie von Tsukumogami wie zum Beispiel den Kurayarō (鞍野郎), dem man auf verlassenen Schlachtfeldern begegnen könne.